# 米顯
米顯（1381年—？），字遂良，陝西西安府乾州永壽縣美川鄉留村里人，明朝政治人物。同進士出身。

## 生平
曾祖父米彥實，曾任元新平縣典史。祖父米俊德，曾任元陝西省左右司員外郎。父亲米濟，曾任行人司行人。
米显为陝西鄉試二十六名。永樂十年（1412年）壬辰科會試六十七名，殿試登進士第三甲第六十二名。。任翰林院庶吉士。